# Otto Arntzenius
Pour les articles homonymes, voir Arntzenius.
Otto Arntzenius (1703-1763) fut un érudit néerlandais.
Frère de Jan Arntzenius, il fut professeur de belles-lettres à Utrecht, à Gouda et à Amsterdam.
Il a publié les Distiques de Dionysius Caton (1735 et 1754), et de savantes dissertations De Miltiario aureo, De Mercurio, etc.